# إيثان ألين اندروز
إيثان ألين اندروز (بالإنجليزية: Ethan Allen Andrews)‏ هو عالم لغوي كلاسيكي ومعجمي وسياسي أمريكي، ولد في 7 أبريل 1787 في نيو بريتن في الولايات المتحدة، وتوفي بنفس المكان في 4 مارس 1858. انتخب عضو مجلس نواب كونيتيكت.